# ノックスビル (テネシー州)
ノックスビル（Knoxville）は、アメリカ合衆国テネシー州の都市。ノックス郡の郡庁所在地である。人口は18万7603人（2019年推計）で、州内で3番目に大きな都市である。周辺都市を含めたノックスビル-モーリスタウン-セヴィエルヴィス広域都市圏人口は114万6049人に上る。テネシー州の旗艦校テネシー大学が立地する学園都市。

## 歴史と産業
1786年に入植されたノックスビルは、テネシー州の都市の中ではナッシュビルに次ぎ2番目に古い歴史を持ち、市名は初代アメリカ合衆国陸軍長官ヘンリー・ノックスにちなむ。テネシー州が連邦に加盟した1796年から州都がマーフリーズボロに移転した1819年までは、同州の州都として機能した。繊維、タバコ、肉牛、木材、石炭、大理石（実際にはオルドビス紀のホルストン層石灰岩である）などの集散地として発展したが、今日ではアパラチア山脈水源の水力を利用したアルミニウム製錬工業が盛んな都市として知られる。
現在のノックスビルにあたる地域に初めて居住した人類は紀元前1000年頃に気候の変動に従い五大湖地方から南下してきたウッドランド文化に属する狩猟民であった。その後巨大なマウンドが作られるようになり、テネシー大学のキャンパスにはこの時期に作られた墳丘墓がある。18世紀にノックスビル周辺に定住していた先住民はチェロキーのみであった。チェロキーはこの地域を「青い煙の地」という意味の「シャコマゲ」（Shacomage）と呼んでいた。1830年、アンドリュー・ジャクソン大統領がインディアン移住法を調印し、この地域に居住していたチェロキーは全て追放された（詳しくは涙の道を参照）。
アパラチア山脈山麓に点在する工業都市発展の礎となったテネシー川流域開発公社（TVA）の本部がある。また、1982年にはノックスビル国際エネルギー博覧会が開催されたことで、全米にその名を知られるようになった。
テネシー大学の本校のある、学園都市でもある。1999年には、テネシー大学の女子バスケットボールチームレディー・ボルズの活躍から、女子バスケットボール殿堂が開館した。

## 地理

ノックス郡内の位置

ノックスビル市は北緯35度58分22秒 西経83度56分32秒 / 北緯35.97278度 西経83.94222度に位置している。アパラチア山脈の麓に位置し、起伏の多い坂の町である。標高は270mで，ナッシュビル（172m）やメンフィス（102m）よりも高い．
アメリカ合衆国統計局によると、この都市は総面積254.1 km2 (98.1 平方マイル) である。このうち240.0 km2 (92.7 平方マイル) が陸地で14.1 km2 (5.4 平方マイル) が水面である。総面積の5.54%は水面となっている。
ノックスビル市の南東でフレンチ・ブロード川がホルストン川と合流し、テネシー川となって西へと流れる。

## 人口動静

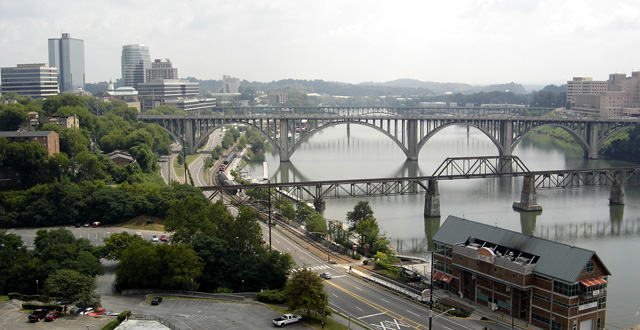
テネシー大学のニーランド・スタジアムからの景観。右手はテネシー川

2019年の推計で、この都市は人口18万7603人、7万9579世帯が暮らしており、人口密度は703.3/km2 (1800.4/mi2) である。ノックスビル大都市統計地域の人口は86万9046人である。
この都市の人種的な構成は白人75.25%、アフリカン・アメリカン17.55%、ネイティブ・アメリカン0.47%、アジア1.82%、太平洋諸島系0.08%、その他の人種1.82%、及び混血2.99%である。人口の5.7%はヒスパニックまたはラテン系である。
人口の19.1%が18歳未満で、67.7%が18歳から64歳、13.2%が65歳以上である。平均年齢は32.3歳である。女性100人に対し、90.0人が男性である。18歳以上の女性100人に対し、86.3人が18歳以上の男性である。
この都市の世帯ごとの平均的な収入は36,331 USドルである。男性は29,070 USドルに対して女性は22,593 USドルの平均的な収入がある。この都市の一人当たりの収入 (per capita income) は25,176 USドルである。人口の26.2%は貧困線以下である。

## 姉妹都市
- 高雄市、中華民国
- 成都市、中華人民共和国
- ヘウム、ポーランド
- 室蘭市、日本
- ラリサ、ギリシャ